# ذي ريمبراندتس
ذي ريمبراندتس (بالإنجليزية: The Rembrandts)‏ هما ثنائي أمريكي لموسيقى الروك، قام بتشكيله داني وايلد وفيل سوليم في عام 1989. وكان قد عملا من قبل كعضوين في فرقة غرايت بيلدينغز (بالإنجليزية: Great Buildings)‏ في عام 1981. اشتهرت الفرقة بأغنية سأكون هناك من أجلك، والتي ٱستخدمت كأغنية شارة بداية مسلسل كوميديا الموقف فريندز لقناة إن بي سي.

## تاريخ
كان وايلد عضوًا في فرقة «ذي كويك» (بالإنجليزية: The Quick)‏ في السبعينيات، وأصدر عدة ألبومات فردية ناجحة نسبيا في الثمانينيات. كان وايلد وسوليم في فرقة باور-بوب الرباعية «غريت بيلدينغز» (بالإنجليزية: Great Buildings)‏، وهي فرقة أصدرت ألبومًا واحدًا لشبكة سي بي إس في عام 1981 قبل انفصال الفرقة.
بعد تأسيس أنفسهم على أنهم فرقة ذي ريمبراندتس في عام 1989 سجل سوليم ووايلد ألبومًا بعنوان ذاتي «ذي ريمبراندتس» في استوديو وايلد المنزلي. حققت الفرقة من هذا الألبوم أول نجاح لها خلال عام 1990 مع أغنية «هكذا هي الأمور، عزيزتي» (بالإنجليزية: Just the Way It Is, Baby)‏ والتي وصلت إلى الرتبة 14 على بيلبورد هوت 100. وصل ألبوم «ذي ريمبراندتس» إلى الرتبة 88 على بيلبورد 200.
أظهر الألبوم التالي «أنتايتلد» (بالإنجليزية: Untitled)‏ في عام 1992 النجاحات الطفيفة «جوني، هل رأيتها؟» (بالإنجليزية: Johnny, Have You Seen Her؟)‏ و «مطاردة السحب بعيدا» (بالإنجليزية: Chasing the Cloids Away)‏. تم استخدام أغنية آخرى من الألبوم بعنوان «دحرجة أسفل التل» (بالإنجليزية: Rollin' Down the Hill)‏ في فيلم الغبي والأغبى (بالإنجليزية: Dumb and Dumber)‏.
وصلت أغنية شارة بداية مسلسل فريندز سأكون هناك من أجلك، إلى المركز الأول على مخطط «بيلبورد هوت آيربلاي 100» لعدة أسابيع قبل إصدارها كأغنية فردية وبلغت ذروتها في الرتبة 17 في بيلبورد هوت 100 الأمريكي. تم إصدار الأغنية المنفردة في بلدان أخرى بما في ذلك المملكة المتحدة حيث وصلت إلى الرتبة 3 في عام 1995 والرتبة 5 في عام 1997. أدى نجاح مسلسل فريندز إلى زيادة الوعي بالفرقة، وأدى إلى زيادة مبيعات ألبوماتهم المسجلة. ظهرت الأغنية أيضًا في ألبوم «فريندز ساوندتراك» (بالإنجليزية:  Friends Soundtrack)‏. ضُمِّنَ إصدار سابق لم يطرح من قبل من أغنية «سأكون هناك من أجلك» مع كلمات مختلفة في ألبوم الفرقة «أشياء لم يتم طرحها» (بالإنجليزية: Unreleased Stuff)‏.
انقسم الثنائي في عام 1997 مع عودة سوليم إلى مينيابوليس للتركيز على فرقته «ثراش» (بالإنجليزية: Thrush)‏. أصدر وايلد ألبوم «سبين ذيز» (بالإنجليزية: Spin This)‏ في عام 1998، الذي نُسِب إلى «ذاني وايلد + ذي ريمبراندتس» (بالإنجليزية: Danny Wilde + The Rembrandts)‏. اجتمع سوليم ووايلد مجددا في عام 2000 وأصدرا الألبوم «ضائعان معا» (بالإنجليزية: Lost Together)‏ باسم ذي ريمبراندتس في العام التالي.
أصدرت الفرقة في عام 2005 ألبومًا للمفضلات التي أعيد تسجيلها بعنوان «اختيارات الاختيار» (بالإنجليزية: Choice Picks)‏. هناك نسختان من اختيارات الاختيار، أحدهما تم إصداره عبر موقع «Awarestore.com» والذي يتميز بالأغنية الجديدة «ملاحقة قوس قزح» (بالإنجليزية: Chasin' Down a Rainbow)‏. تم إصدار الإصدار الآخر مع شركة التسجيلات «فيول 2000» (بالإنجليزية: Fuel 2000)‏، مع الأغنية الجديدة «لا تسلمني» (بالإنجليزية: Don't Give Me Up)‏.
أصدرت شركة التسجيلات «راينو ريكوردز» (بالإنجليزية: Rhino Records)‏ في عام 2006 ألبوما يسمى «أحسن الأغاني» (بالإنجليزية: Greatest Hits)‏، وهو عبارة عن 20 أغنية ممتدة بأثر رجعي تضمنت أغاني من ألبوم «مباني عظيمة» (بالإنجليزية: Great Buildings)‏، كأغنية «بصرف النظر عن الحشد» (بالإنجليزية: Apart from the Crowd)‏.
التقى الثنائي في عام 2016 وأعلنا أنهما سيصدران ألبومًا جديدًا. صدر ألبوم «عبر الأقمار الصناعية» (بالإنجليزية: Via Satellite)‏ في عام 2019.